# 秘密保持契約
秘密保持契約（、英: non-disclosure agreement、略称: NDA）とは、ある取引を行う際などに人の間で締結する、営業秘密や個人情報など業務に関して知った秘密を第三者に開示しないとする契約。機密保持契約、守秘義務契約ともいう。非開示契約とも訳されるが、これは特に必ずしも本来の秘密でない情報も対象とする場合に用いられる。一般に被雇用者には業務上知り得た情報について守秘義務が課されると解されているが、雇用契約の際に雇用契約書内に守秘義務規定を明記しておく、または別に守秘義務の履行を確約させる目的で誓約書を取り交わす場合もある。
同時に秘密情報の利用禁止が定められることも多い。
法律で定められた守秘義務とは異なり契約上の義務である。守秘義務の範囲を超えた取り扱いや、守秘義務のない職業の人に依頼する場合に用いる。違反した場合は相手に損害賠償請求権、差止請求権が生じるように契約内容に記載するとよい。民事上の契約である場合には、直接的な罰則は該当しない。ただし不正競争防止法、個人情報保護法等、行為が他の法律に触れれば罰せられる可能性がある。秘密保持契約の内容によっては、公序良俗違反等の理由から無効になり得る（たとえば、守秘義務の範囲が一方の側に過大に偏っている、など）。